# Michele Coronini Cronberg
Il conte Michele Coronini Cronberg (Gorizia, 31 agosto 1793 – Parigi, 29 maggio 1876) è stato un nobile italiano.
Fu noto soprattutto per aver ospitato il re Carlo X di Francia in esilio nel suo palazzo di Gorizia dove il sovrano morì in seguito al colera.

## Biografia
Figlio unicogenito del conte Giancarlo (1770-1803) e di sua moglie, Amalia Lantieri (1772-1844), Michele nacque a Gorizia il 31 agosto del 1793. All'età di dieci anni, dopo la morte del padre, ereditò i beni della famiglia Rabatta e, nel 1810, il conte Filippo Cobenzl, sotto la cui tutela aveva compiuto i propri studi a Vienna, lo nominò suo erede universale nel proprio testamento. Per cementare le sue pretese su questo patrimonio, il 26 ottobre 1812, Michele sposò Sofie de Fagan (1792-1857), nobildonna francese di origini irlandesi che era imparentata per parte materna coi Cobenzl. 
Non sentendosi portato alla carriera militare, decise di intraprendere quella diplomatica e per questo frequentò sovente Vienna, Firenze, Roma, Gaeta e Napoli. Entrò in contatto anche con lo scultore danese Bertel Thorvaldsen al quale commissionò un suo busto in marmo conservato ancora oggi nel suo palazzo goriziano. Soggiornò quindi per un breve periodo a Parigi e poi a Londra. La moglie, rimasta a Vienna, si spostò in seguito a Walincourt dove abitava la sa famiglia coi figli che nel frattempo erano nati: Alfredo (1814-1845), Ernesto (1815-1885), Matilde e Carlo. Nel 1820, ad un'asta pubblica acquistò la proprietà di Grafenberg, nei pressi di Gorizia. Nonostante l'ingente patrimonio accumulato, la famiglia ebbe notevoli problemi finanziari a causa prevalentemente degli sperperi del conte e dei lunghi e costosi soggiorni internazionali. Per far fronte ai debiti i Coronini furono costretti a cedere in arrenda e ad affittare i propri possedimenti. Tra i personaggi illustri che dopo gli anni Trenta soggiornarono nel Palazzo Coronini Cronberg di Grafenberg, vi fu anche Carlo X di Francia che, esiliato, vi trascorse gli ultimi giorni della sua vita. Questo fatto portò grande lustro alla famiglia Coronini, al punto che l'ultimo discendente della famiglia Guglielmo Coronini Cronberg (1905-1990) allestì all'interno del palazzo che volle destinare a museo una sala dedicata alla memoria del re, con arredi d'epoca e cimeli acquistati nel corso degli anni trasformandola in una meta di pellegrinaggio per i nostalgici dei Borbone di Francia. Successivamente, anche l'arciduchessa Sofia, madre dell'imperatore Francesco Giuseppe d'Austria, vi soggiornò col figlio minore, l’arciduca Ludovico Vittorio. 
Dopo il 1840 Sophie de Fagan decise di stabilirsi definitivamente a Gorizia, mentre il conte Michele continuò a viaggiare all'estero, pur non dimenticandosi ad ogni modo di prendere parte attiva alla vita politica e sociale di Gorizia, dove venne eletto consigliere comunale e deputato per la commissione per la costruzione della ferrovia in città. Fu inoltre uno dei soci fondatori e benefattori poi dell'Istituto per ragazzi abbandonati costruito in città.
Anche dopo la morte della moglie, Michele proseguì la propria vita prevalentemente all'estero, diradando sempre più le proprie visite a Gorizia. Nel 1870, infine, prese la decisione di stabilirsi definitivamente a Parigi, città ove morì il 29 maggio 1876.

## Ascendenza
|                                             |                                       |                                                | Genitori                                             |  |  | Nonni |  |  | Bisnonni                         |  |  | Trisnonni                          |  |
|                                             |                                       |                                                |                                                      |  |  |       |  |  | Giovanni Carlo Coronini Cronberg |  |  | Giovanni Antonio Coronini Cronberg |  |
|                                             |                                       |                                                |                                                      |  |  |       |  |  | Giovanni Carlo Coronini Cronberg |  |  | Giovanni Antonio Coronini Cronberg |  |
|                                             |                                       | Maria Theresia von Salburg                     |                                                      |  |  |       |  |  | Giovanni Carlo Coronini Cronberg |  |  |                                    |  |
| Giovanni Antonio Giuseppe Coronini Cronberg |                                       |                                                |                                                      |  |  |       |  |  | Giovanni Carlo Coronini Cronberg |  |  |                                    |  |
|                                             |                                       | Cassandra Cobenzl von Prossegg                 | Johann Caspar von Cobenzl                            |  |  |       |  |  |                                  |  |  |                                    |  |
|                                             |                                       | Cassandra Cobenzl von Prossegg                 | Johann Caspar von Cobenzl                            |  |  |       |  |  |                                  |  |  |                                    |  |
|                                             |                                       | Cassandra Cobenzl von Prossegg                 | Juliana Perpetua Franzisca Bucellini von Reichenberg |  |  |       |  |  |                                  |  |  |                                    |  |
| Giovanni Carlo Coronini Cronberg            |                                       | Cassandra Cobenzl von Prossegg                 |                                                      |  |  |       |  |  |                                  |  |  |                                    |  |
|                                             |                                       | Giovanni Antonio Rabatta                       | Giovanni Filippo Rabatta                             |  |  |       |  |  |                                  |  |  |                                    |  |
|                                             |                                       | Giovanni Antonio Rabatta                       | Giovanni Filippo Rabatta                             |  |  |       |  |  |                                  |  |  |                                    |  |
|                                             |                                       | Giovanni Antonio Rabatta                       | Maria Teresa di Strassoldo di Sotto                  |  |  |       |  |  |                                  |  |  |                                    |  |
| Antonia Rabatta                             |                                       | Giovanni Antonio Rabatta                       |                                                      |  |  |       |  |  |                                  |  |  |                                    |  |
|                                             |                                       | Silvia Crescenza Balbina Rabatta               | Giuseppe Rabatta                                     |  |  |       |  |  |                                  |  |  |                                    |  |
|                                             |                                       | Silvia Crescenza Balbina Rabatta               | Giuseppe Rabatta                                     |  |  |       |  |  |                                  |  |  |                                    |  |
|                                             |                                       | Silvia Crescenza Balbina Rabatta               | Maria Giuseppina Eleonora Eusebia Kanzianer          |  |  |       |  |  |                                  |  |  |                                    |  |
| Michele Giovanni Antonio Coronini Cronberg  |                                       | Silvia Crescenza Balbina Rabatta               |                                                      |  |  |       |  |  |                                  |  |  |                                    |  |
|                                             | Ferdinando Carlo Lantieri di Paratico | Federico III Lantieri di Paratico              |                                                      |  |  |       |  |  |                                  |  |  |                                    |  |
|                                             | Ferdinando Carlo Lantieri di Paratico | Federico III Lantieri di Paratico              |                                                      |  |  |       |  |  |                                  |  |  |                                    |  |
|                                             | Ferdinando Carlo Lantieri di Paratico | Maria Francesca Aufsez                         |                                                      |  |  |       |  |  |                                  |  |  |                                    |  |
| Federico V Lantieri di Paratico             | Ferdinando Carlo Lantieri di Paratico |                                                |                                                      |  |  |       |  |  |                                  |  |  |                                    |  |
|                                             |                                       | Maria Klara von Purgstall                      | Wenzel Karl von Purgstall                            |  |  |       |  |  |                                  |  |  |                                    |  |
|                                             |                                       | Maria Klara von Purgstall                      | Wenzel Karl von Purgstall                            |  |  |       |  |  |                                  |  |  |                                    |  |
|                                             |                                       | Maria Klara von Purgstall                      | Maria Anna Clara von Moersperg und Beffort           |  |  |       |  |  |                                  |  |  |                                    |  |
| Amalia Lantieri di Paratico di Vipacco      |                                       | Maria Klara von Purgstall                      |                                                      |  |  |       |  |  |                                  |  |  |                                    |  |
|                                             |                                       | Adolf von Wagensperg                           | Johann Hanibal Balthasar von Wagensperg              |  |  |       |  |  |                                  |  |  |                                    |  |
|                                             |                                       | Adolf von Wagensperg                           | Johann Hanibal Balthasar von Wagensperg              |  |  |       |  |  |                                  |  |  |                                    |  |
|                                             |                                       | Adolf von Wagensperg                           | Maria Rebecca von Stubenberg                         |  |  |       |  |  |                                  |  |  |                                    |  |
| Maria Aloisia Romualda von Wagensperg       |                                       | Adolf von Wagensperg                           |                                                      |  |  |       |  |  |                                  |  |  |                                    |  |
|                                             |                                       | Maria Aloisia Anna Franziska Salome von Saurau | Ludwig von Saurau                                    |  |  |       |  |  |                                  |  |  |                                    |  |
|                                             |                                       | Maria Aloisia Anna Franziska Salome von Saurau | Ludwig von Saurau                                    |  |  |       |  |  |                                  |  |  |                                    |  |
|                                             |                                       | Maria Aloisia Anna Franziska Salome von Saurau | Maria Aloisia von Wagensperg                         |  |  |       |  |  |                                  |  |  |                                    |  |
|                                             |                                       | Maria Aloisia Anna Franziska Salome von Saurau |                                                      |  |  |       |  |  |                                  |  |  |                                    |  |